# Michèle Rohrbach
Michèle Rohrbach (ur. 28 grudnia 1974) – szwajcarska narciarka, specjalistka narciarstwa dowolnego. Zdobyła srebrne medale w skokach akrobatycznych na mistrzostwach świata w Iizuna i mistrzostwach świata w Whistler. Zajęła także 11. miejsce w tej samej konkurencji na igrzyskach olimpijskich w Nagano. Najlepsze wyniki w Pucharze Świata osiągnęła w sezonie 1996/1997, kiedy to zajęła 15. miejsce w klasyfikacji generalnej, a w klasyfikacji skoków akrobatycznych była czwarta.
W 2002 r. zakończyła karierę.

## Osiągnięcia

### Igrzyska olimpijskie
| Miejsce | Dzień     | Rok  | Miejscowość | Konkurencja        | Zwycięzca   |
| ------- | --------- | ---- | ----------- | ------------------ | ----------- |
| 11.     | 18 lutego | 1998 | Nagano      | Skoki akrobatyczne | Nikki Stone |

### Mistrzostwa świata
| Miejsce | Dzień       | Rok  | Miejscowość | Konkurencja        | Zwycięzca        |
| ------- | ----------- | ---- | ----------- | ------------------ | ---------------- |
| 2.      | 9 lutego    | 1997 | Iizuna      | Skoki akrobatyczne | Kirstie Marshall |
| 13.     | 13 marca    | 1999 | Meiringen   | Skoki akrobatyczne | Jacqui Cooper    |
| 2.      | 20 stycznia | 2001 | Whistler    | Skoki akrobatyczne | Veronika Bauer   |

### Puchar Świata

#### Miejsca w klasyfikacji generalnej
- sezon 1993/1994: 97.
- sezon 1994/1995: 73.
- sezon 1995/1996: 28.
- sezon 1996/1997: 15.
- sezon 1997/1998: 24.
- sezon 1998/1999: 20.
- sezon 1999/2000: 22.
- sezon 2000/2001: 45.
- sezon 2001/2002: 49.

#### Miejsca na podium
1. Whistler Blackcomb – 14 stycznia 1996 (Skoki akrobatyczne) – 1. miejsce
2. Hundfjället – 9 marca 1996 (Skoki akrobatyczne) – 3. miejsce
3. La Plagne – 15 grudnia 1996 (Skoki akrobatyczne) – 2. miejsce
4. Mont Tremblant – 8 stycznia 1997 (Skoki akrobatyczne) – 2. miejsce
5. Lake Placid – 11 stycznia 1997 (Skoki akrobatyczne) – 2. miejsce
6. Breckenridge – 26 stycznia 1997 (Skoki akrobatyczne) – 3. miejsce
7. Hasliberg – 7 marca 1998 (Skoki akrobatyczne) – 3. miejsce

- W sumie 1 zwycięstwo, 3 drugie i 3 trzecie miejsca.